# Självliknande

Koch-kurvan är självliknande

En mängd sägs vara självliknande om den består av delar som är exakta kopior av mängden, men skalade med en viss faktor.

## Exempel
Sierpinskitriangeln liknar sig själv genom att den består av 3 delar, där varje del är en exakt kopia av hela triangeln, fast hälften så stor. Det gör att man lätt kan räkna ut Hausdorffdimensionen för denna mängd.